# Gerson Main
Gerson Main (Paramaribo, 1 november 1987) is een Surinaams-Nederlands singer-songwriter, theatermaker, dichter en gitarist.

## Biografie
Gerson Main werd geboren in Paramaribo, maar verhuisde op jonge leeftijd naar Nederland. Nadat hij van zijn middelbare school werd weggestuurd, begon hij op zijn twintigste met een muziekopleiding bij ROC van Amsterdam. Na deze opleiding, studeerde hij aan het Conservatorium van Amsterdam. Hij was gitarist voor bands van verschillende artiesten, waaronder Akwasi, Typhoon, Dio, Steffen Morrison en Sarah Jane. In 2014 bracht hij samen met Akwasi en Rob Dekay het nummer Dorst uit, dat in Nederland de gouden status heeft. Hij is te herkennen aan de bontmuts die hij op heeft tijdens optredens.
In 2015 deed hij mee aan televisieprogramma De beste singer-songwriter van Nederland. Met de nummers Deejay en Waarom leven we niet in een folder bereikte hij de finale van dit programma. Hij verloor deze uiteindelijk van Anna Rune. In juni 2015 bracht hij zijn eerste single uit. Dit was een cover van Ik weet niet hoe van Benny Neyman uit 1980. Dit nummer werd gebruikt in een tv-reclame van KPN en werd mede hierdoor met een twaalfde plaats in de Tipparade van de Nederlandse Top 40 en een negentiende plaats in de Ultratip 100 van de Vlaamse Ultratop 50 een bescheiden hit.
Main trad in 2016 op op Noorderslag en Paaspop en toerde hij langs verschillende podia in Nederland. Hij bracht in augustus 2016 onder eigen beheer zijn debuutalbum De Slechtste Singer-songwriter van Nederland uit, waarmee hij opnieuw door Nederland toerde. Hij trad in 2016 onder meer op op de festivals Lowlands, Solar Weekend Festival, Reggae Geel en Oerol.
In 2017 maakte hij zijn theater-/muziekvoorstelling Ga weg, maar blijf, waarmee hij vanaf juni 2017 in Nederland optrad. Sinds dat jaar is Main vooral actief als liedschrijver voor andere artiesten, al maakt hij wel nog zijn eigen muziek. Ook is hij vaak een samenwerkend artiest; hij was te horen op Oceaan van Sef, PingPong met Donnie en op Luchtkastelen met Dio. Laatstgenoemde werd bij radiozender NPO 3FM uitgeroepen tot 3FM Megahit en bereikte de achttiende positie in de Tipparade van de Nederlandse Top 40. Verder maakte hij muziek voor verschillende reclames, zoals voor de KVK, de NS en de Olympische Spelen 2021. Daarnaast kondigde de artiest in 2023 aan met een dichtbundel bezig te zijn. In 2024 bracht hij zijn tweede album Weg van dit feestje uit.

## Muziekstijl
Main zingt in het Nederlands in een stijl die kan worden omschreven als een "eigenwijze vertolking van het levenslied in de vorm van Caribische country en dansbare poëzie". Hij schrijft en zingt in het Nederlands, omdat hij met deze taal het meest kan "spelen" en opvallende teksten kan maken.

## Discografie

### Albums
| Album                                        | Verschijnen       | Label        | Hitlijsten | Hitlijsten | Opmerkingen |
| Album                                        | Verschijnen       | Label        | BE (VL)    | BE (VL)    | Opmerkingen |
| Album                                        | Verschijnen       | Label        | Piek       | Weken      | Opmerkingen |
| -------------------------------------------- | ----------------- | ------------ | ---------- | ---------- | ----------- |
| De Slechtste Singer-songwriter van Nederland | 26 augustus 2016  | Eigen beheer | —          | —          | Studioalbum |
| Weg van dit feestje                          | 30 september 2024 | Eigen beheer | —          | —          | Studioalbum |

### Nummers met notering(en) in een hitlijst
| Lied                    | Verschijnen      | Album | Hitlijsten | Hitlijsten | Hitlijsten  | Hitlijsten  |
| Lied                    | Verschijnen      | Album | BE (VL)    | BE (VL)    | NL (Top 40) | NL (Top 40) |
| Lied                    | Verschijnen      | Album | Piek       | Weken      | Piek        | Weken       |
| ----------------------- | ---------------- | ----- | ---------- | ---------- | ----------- | ----------- |
| Ik weet niet hoe        | 3 juli 2015      | —     | tip19      | —          | tip12       | —           |
| Luchtkastelen (met Dio) | 21 februari 2020 | —     | —          | —          | tip18       | —           |